# Ursenbach
Ursenbach es una comuna suiza del cantón de Berna, situada en el distrito administrativo de Alta Argovia. Limita al norte con la comuna de Madiswil, al este con Rohrbachgraben, al sur con Walterswil y Oeschenbach, y al oeste con Ochlenberg.
Hasta el 31 de diciembre de 2009 situada en el distrito de Aarwangen.

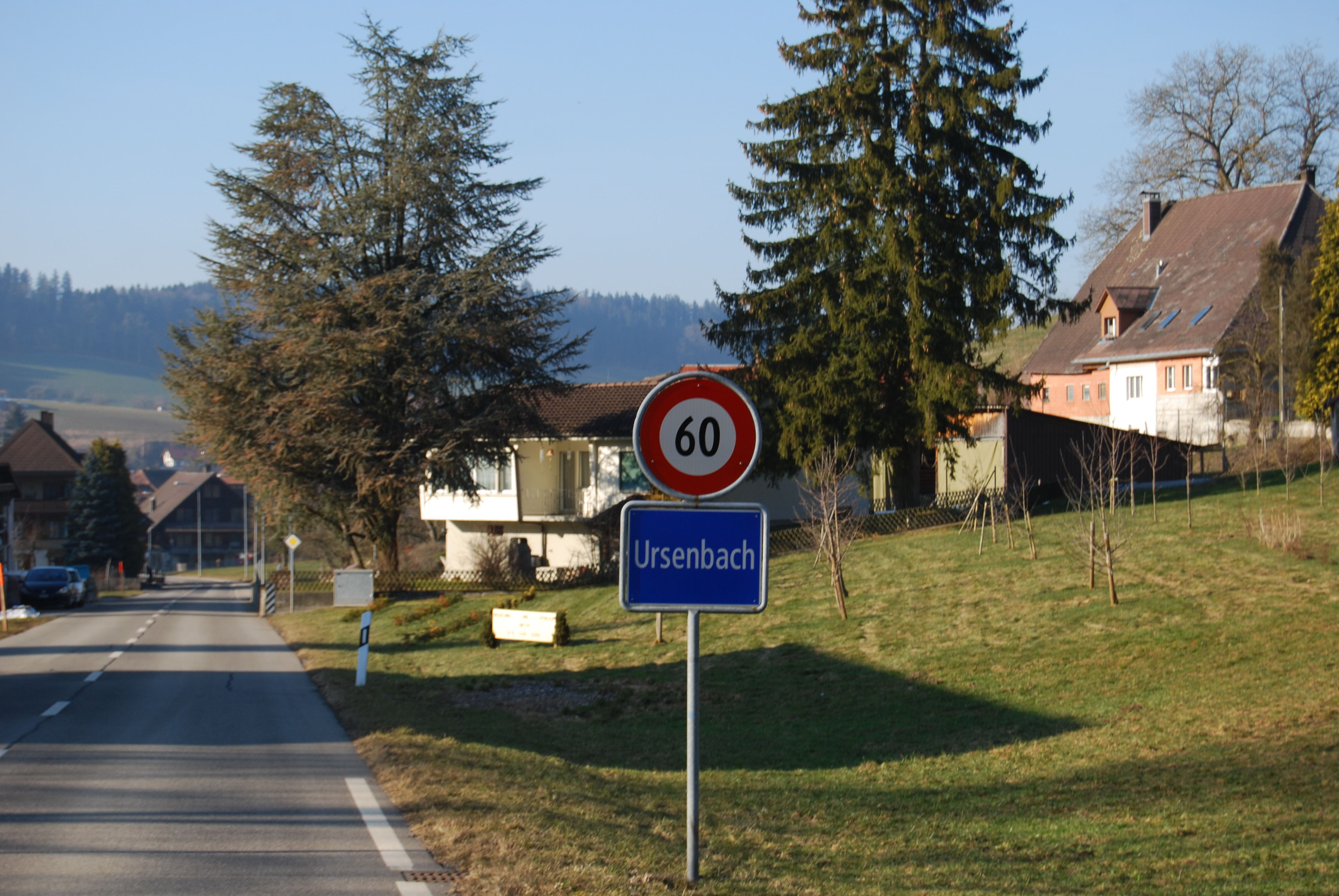
Ursenbach